# Вайле
Вайле (дан. Vejle) — місто і порт у Данії, на сході півострова Ютландія, на березі Вайлефіорда. Адміністративний центр комуни Вайле та області Південна Данія. Населення 32,3 тис. осіб (1968); 50 000 (2003).

## Історія
Вперше згадується 1256 року, перший міський статут датується 1327 роком. Зараз — важливий сільськогосподарський центр. З 1980 через Вайлефіорд здійснюється основне транзитне сполучення з островом Ютландія.

## Економіка
Металообробка, текстильні підприємства, м'ясо-і рибоконсервний виробництво.

## Визначні місця
- Церква св. Миколи (XIII століття) — зараз міський музей.
- Вітряк на вершині пагорба Søndermarken — своєрідний символ міста.
- Художній музей Вайле (Vejle Kunstmuseum) з полотнами Рембрандта.

## Персоналії
- Лау Лаурітцен (молодший) (1910—1977) — данський актор, кінорежисер і сценарист.

## Міста-побратими
- Мостар, Боснія і Герцеговина
- Міккелі, Фінляндія (1946)
- Молде, Норвегія (1946)
- Бурос, Швеція (1946)
- Шлезвіг, Німеччина (1977)
- Єлгава, Латвія (1992)
- Рокбрюн-Кап-Мартен, Франція

## Галерея

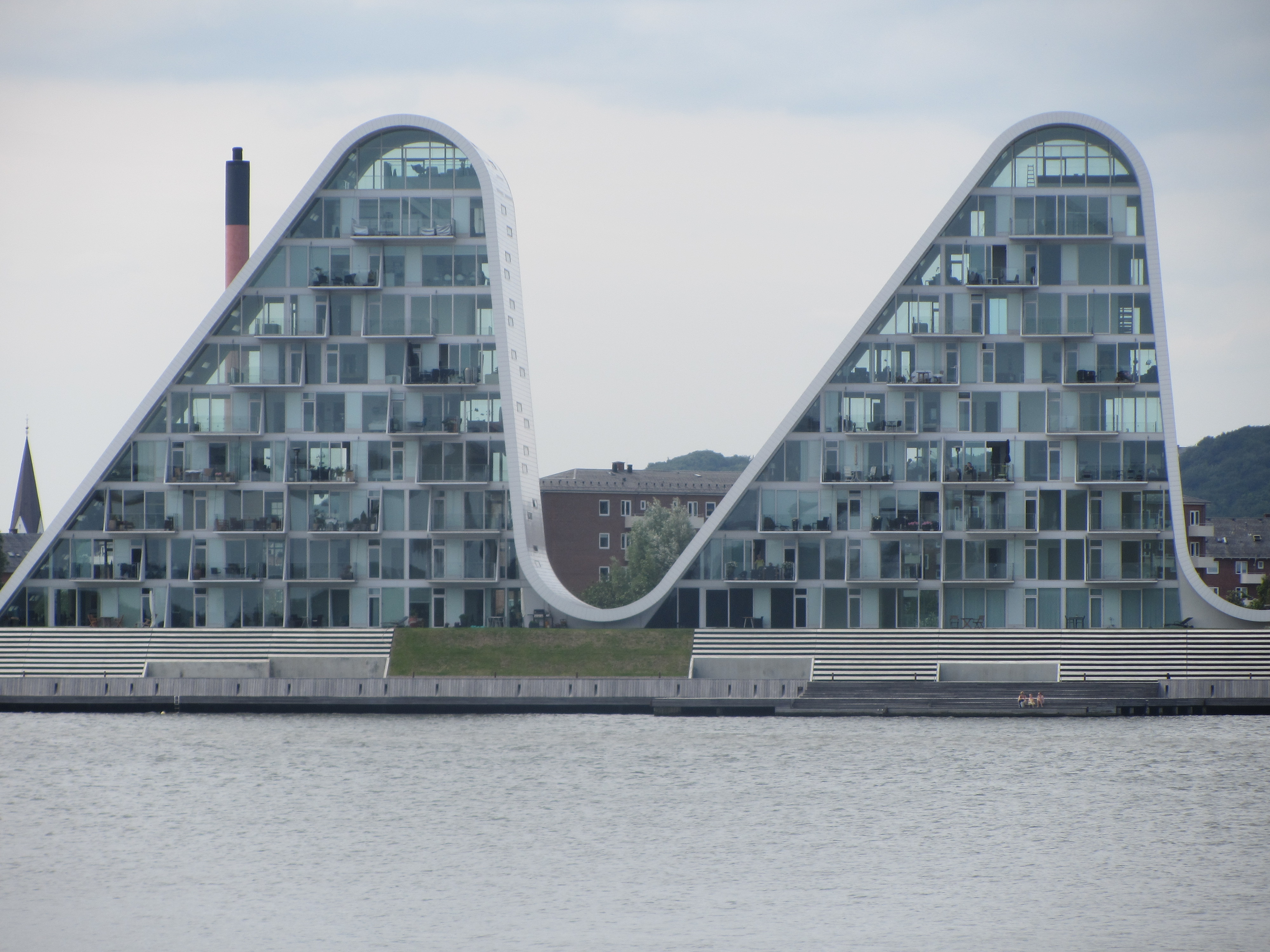
Будинок Хвиля
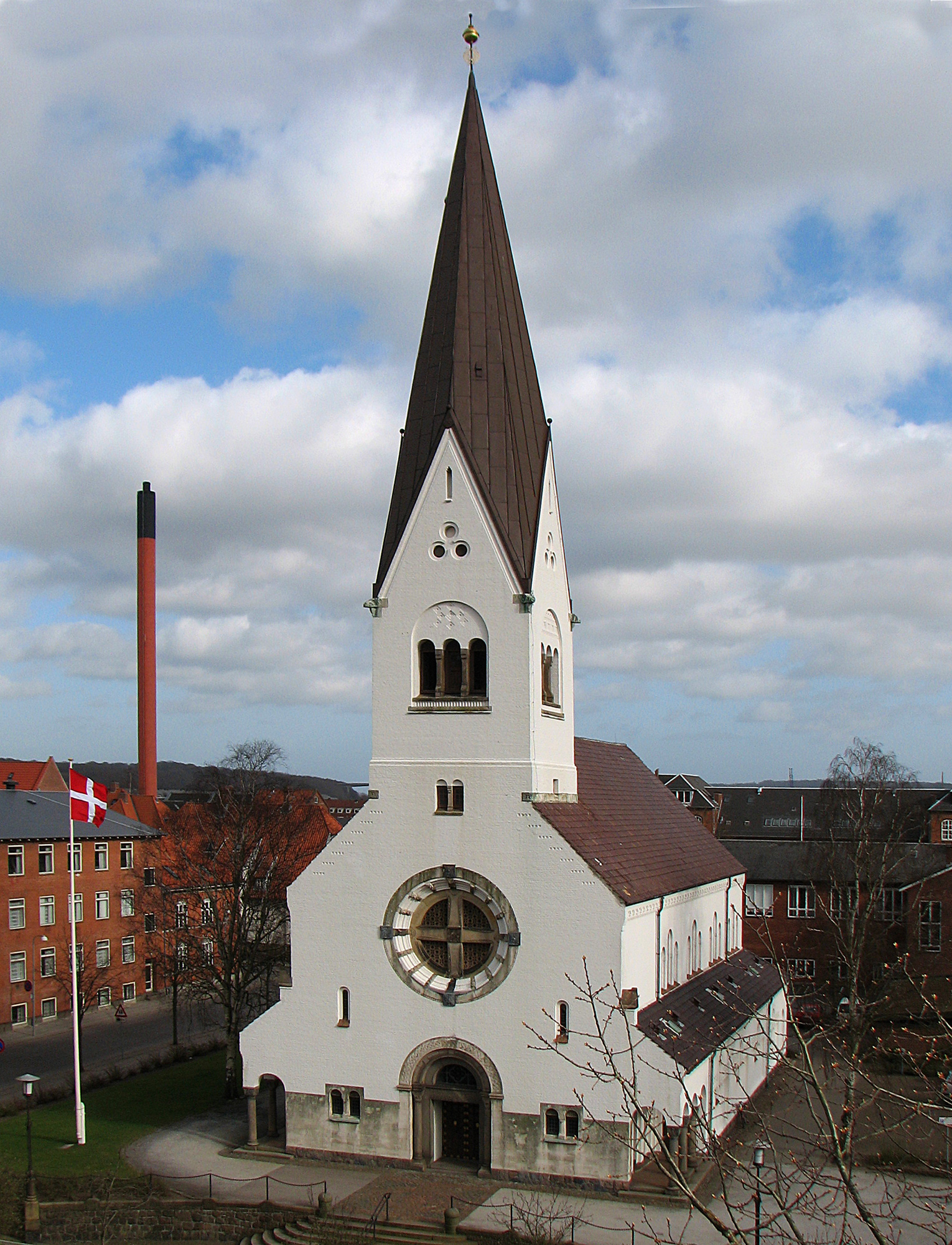
Церква
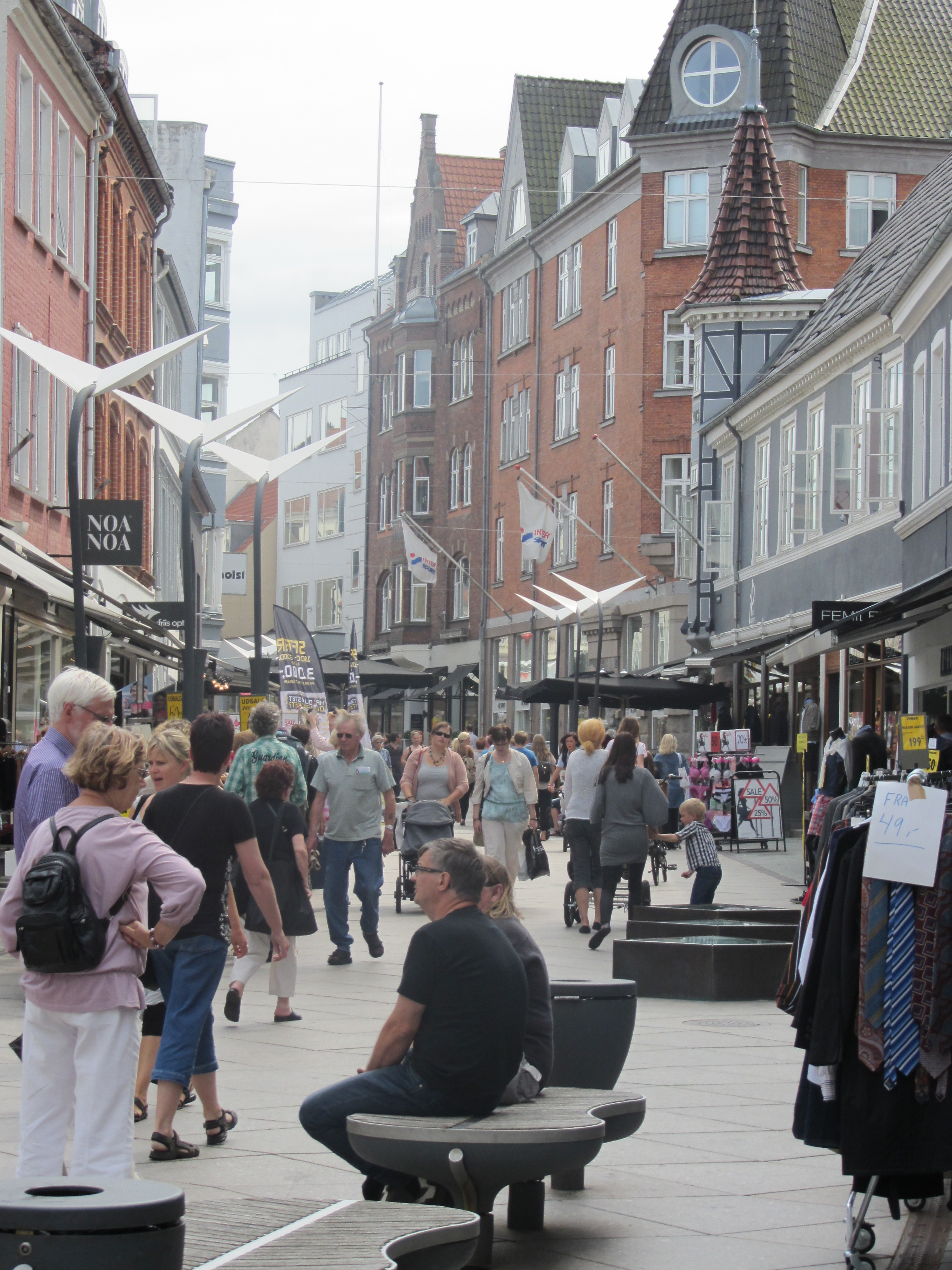
Пішохідна вулиця
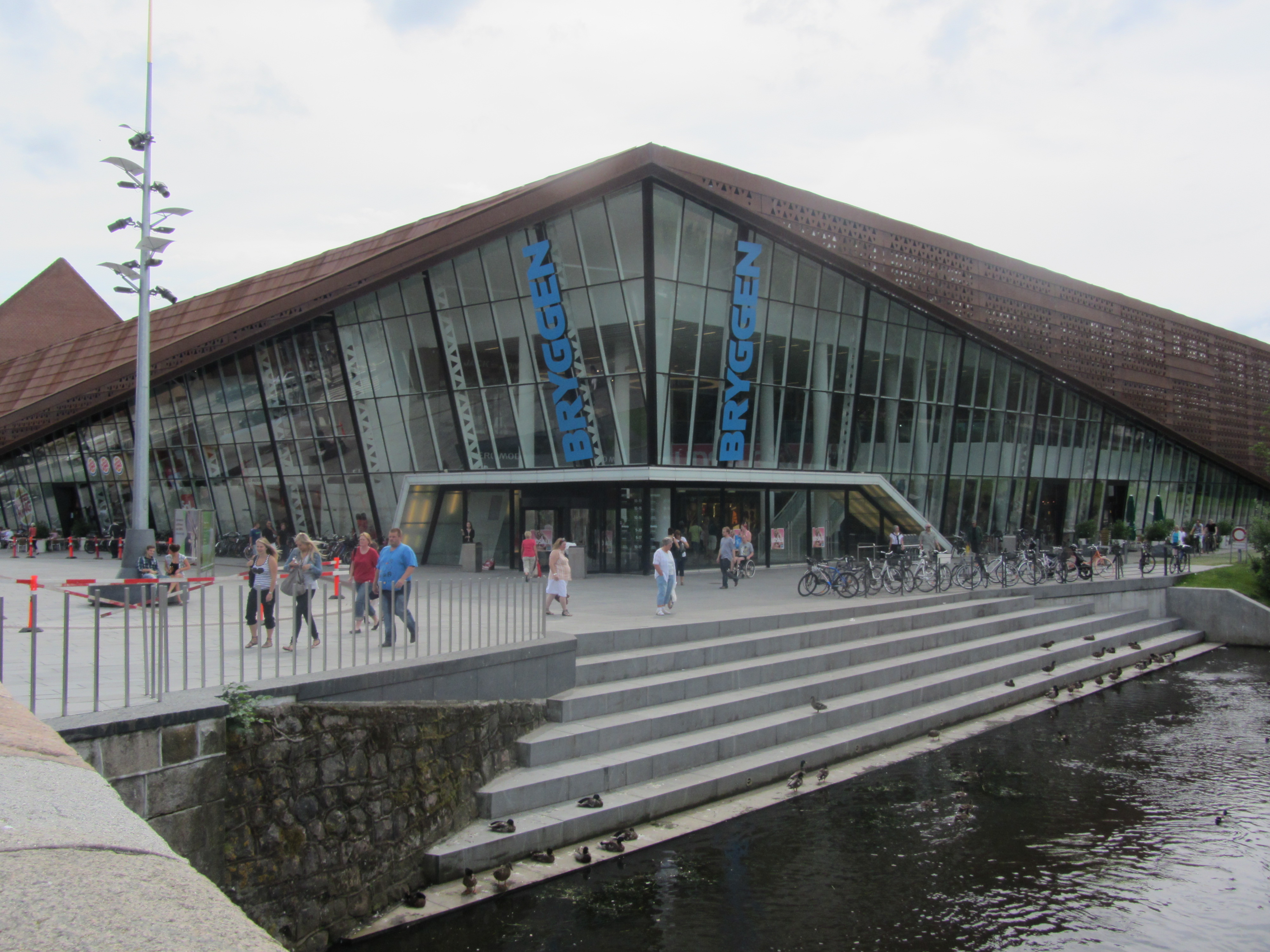
Торговельний центр